# De fem dage i Milano
De fem dage i Milano var en væsentlig begivenhed i Revolutionerne i 1848 og var starten på den Første Italienske Uafhængighedskrig. Indbyggerne i Milano rejste sig til oprør d. 18. marts og fik over fem dage fordrevet marskal Radetzky og hans mænd fra byen.
Milaneserne iværksatte en anti-østrigsk kampagne så tidligt som 1. januar 1848. På nytårsdag begyndte milaneserne at boykotte hasardspil og tobaksprodukter, der var østrigske monopoler og som sikrede det østrigske imperie over 5 millioner lire om året. Ærkehertug Rainer af Østrig, der var vicekonge over kongeriget Lombardiet-Venetien, svarede igen ved at udkommandere politi med cigarer for at provokere folkemasserne. Boykotten kulminerede i blodige kampe i gaderne den 3. januar, da østrigske soldater, der bevægede sig rundt i byen i grupper af tre, blev overfaldet med ukvemsord og sten af en vred menneskemængde. Det fik soldaterne til at samles i en gruppe på et dusin og gå til angreb på mængden med sværd og bajonetter. De dræbte fem og sårede yderligere 59. Radetzky var forfærdet over sine troppers handlinger og gav dem udgangsforbud fra deres kaserner i fem dage. Protesterne var overstået, men to måneder senere, da Milano hørte nyt om oprøret i Wien og Metternichs fald, søgte milaneserne igen ud i gaderne d. 18. marts.